# Tour of the Americas '75
Il Tour of the Americas '75 è stata una tournée del gruppo rock britannico The Rolling Stones svoltasi nel 1975. Originariamente, il tour era stato programmato per comprendere sia il Nord America sia il Sud America, ma i pianificati concerti in America centrale e meridionale non si concretizzarono, e la band si limitò a suonare negli Stati Uniti d'America e in Canada.

## Storia
Dopo l'abbandono della band da parte di Mick Taylor, questo fu il primo tour dei Rolling Stones con il nuovo chitarrista Ronnie Wood. Annunciato il 14 aprile come semplice musicista che avrebbe suonato nel tour con la band, Wood sarebbe stato presentato ufficialmente come nuovo membro effettivo degli Stones soltanto il 19 dicembre 1975. L'abituale sezione fiati del gruppo costituita da Bobby Keys e Jim Price, non prese parte al tour, sostituita da Billy Preston alla tastiera e da Ollie E. Brown alle percussioni. Keys fece solo un'apparizione ospite in You Can't Always Get What You Want e Brown Sugar durante gli spettacoli di Los Angeles.
Il Tour of the Americas '75 non fu di supporto a nessun nuovo album, essendo iniziato sette mesi dopo la pubblicazione dell'ultimo album della band, It's Only Rock 'n' Roll. Per capitalizzare la pubblicità derivante dal tour, fu pubblicata invece la raccolta Made in the Shade.
L'annuncio stesso del tour è diventato famoso. Il 1º maggio, i giornalisti furono riuniti all'interno del Fifth Avenue Hotel sulla 9th Street nel Greenwich Village di New York per partecipare a una conferenza stampa nella quale gli Stones dovevano presentare il nuovo tour. Ma gli Stones non entrarono mai nell'hotel. La manciata di curiosi in attesa in piedi fuori dall'hotel - che avevano sentito voci sulla conferenza stampa e che speravano di intravedere il gruppo che entrava nell'hotel - furono invece sorpresi dalla vista di un camion con gli Stones a bordo sul pianale che avanzava lungo la Fifth Avenue, con i loro strumenti e un muro di amplificatori. Il camion si fermò davanti all'ingresso dell'hotel e la band suonò una versione estesa di Brown Sugar in strada. Era stato Charlie Watts a suggerire questo espediente promozionale spesso usato dai musicisti jazz di New Orleans; l'idea fu in seguito emulata da gruppi come AC/DC e U2. Al termine della canzone, il camion con sopra la band proseguì lungo la Fifth Avenue per un altro isolato prima di scaricare i membri del gruppo che salirono in limousine. Non parteciparono mai alla conferenza stampa.
In occasione del tour, gli Stones cominciarono a utilizzare sul palco trovate sceniche più appariscenti, incluso un fallo gigante gonfiabile (soprannominato "Tired Grandfather" dalla band, dato che funzionava male) sul quale Mick Jagger saliva a cavallo durante l'esecuzione di particolari brani.
Il tour cominciò ufficialmente il 3 giugno 1975 al Convention Center di San Antonio, Texas; tuttavia il gruppo si era già esibito prima in due show il 1º giugno presso la Louisiana State University di Baton Rouge. La tournée proseguì con concerti svoltisi principalmente negli Stati Uniti e in Canada, incluse 6 date consecutive al Madison Square Garden di New York e 5 serate al The Forum di Los Angeles. Non essendo possibile suonare in Messico, Brasile, e Venezuela per motivi logistici e di sicurezza, furono aggiunte 4 date aggiuntive in agosto, culminanti nello spettacolo finale dell'8 agosto al Rich Stadium nei pressi di Buffalo, New York.
L'album dal vivo Love You Live pubblicato nel 1977, include le esecuzioni di Fingerprint File e It's Only Rock 'n Roll provenienti dal concerto del 17 giugno 1975 a Toronto, e Sympathy for the Devil tratta dal concerto del 9 luglio a Los Angeles.
Nel 2012, l'intero show di Los Angeles del 13 luglio 1975 è stato pubblicato come parte della serie "Rolling Stones Archive", mixato e rimasterizzato da Bob Clearmountain, con il titolo L.A. Friday (Live 1975). In precedenza il concerto era stato disponibile su bootleg in qualità audio inferiore.

## Formazione
The Rolling Stones
- Mick Jagger – voce solista, armonica, chitarra in Fingerprint File
- Keith Richards – chitarre, voce
- Bill Wyman – basso, sintetizzatore in Fingerprint File
- Charlie Watts – batteria, percussioni
- Ronnie Wood – chitarra, basso in Fingerprint File

Musicisti aggiuntivi
- Billy Preston – tastiere, voce
- Ollie Brown – percussioni, batteria in That's Life (cantata da Billy Preston) e Outa-Space
- Ian Stewart – pianoforte
- Steve Madaio – tromba (solamente date dell'11, 12 e 23 luglio)
- Trevor Lawrence, Bobby Keys – sassofono (solamente date dell'11, 12 e 23 luglio)

## Scaletta
La scaletta dei brani eseguiti durante il tour era la seguente:
Intro: Fanfare for the Common Man
1. Honky Tonk Women
2. All Down the Line
3. If You Can't Rock Me/Get Off of My Cloud (medley)
4. Star Star
5. Gimme Shelter
6. Ain't Too Proud to Beg
7. You Gotta Move
8. You Can't Always Get What You Want
9. Happy
10. Tumbling Dice
11. It's Only Rock 'n Roll (But I Like It)
12. Doo Doo Doo Doo Doo (Heartbreaker)
13. Fingerprint File
14. Angie
15. Wild Horses
16. That's Life (cantata da Billy Preston)
17. Outa-Space
18. Brown Sugar
19. Midnight Rambler
20. Rip This Joint
21. Street Fighting Man
22. Jumpin' Jack Flash
23. Bis: nei concerti di New York e Los Angeles come bis fu eseguita la canzone Sympathy for the Devil, con ospiti Eric Clapton e Carlos Santana a New York e Jesse Ed Davis a Los Angeles.

Le esibizioni durarono di più rispetto a quelle dei precedenti tour, e la scaletta dei brani variò più di frequente, con alcune canzoni aggiuntive sporadicamente eseguite: Rocks Off, Luxury, Dance Little Sister, Cherry Oh, Baby e Sure the One You Need. Inoltre, come in occasione dell'American Tour 1972, il catalogo pre-1968 della band fu quasi completamente ignorato fatta eccezione per Get Off of My Cloud, e la loro canzone più celebre, (I Can't Get No) Satisfaction, non venne mai eseguita.

## Date
| Data                    | Città         | Nazione     | Luogo                                    | Artisti di supporto                                               |
| Tour                    | Tour          | Tour        | Tour                                     | Tour                                                              |
| ----------------------- | ------------- | ----------- | ---------------------------------------- | ----------------------------------------------------------------- |
| 1º giugno 1975 (2 show) | Baton Rouge   | Stati Uniti | LSU Assembly Center                      | N.D.                                                              |
| 3 giugno 1975           | San Antonio   | Stati Uniti | San Antonio Convention Center            | N.D.                                                              |
| 4 giugno 1975           | San Antonio   | Stati Uniti | San Antonio Convention Center            | N.D.                                                              |
| 6 giugno 1975           | Kansas City   | Stati Uniti | Arrowhead Stadium                        | Eagles Rufus The Gap Band                                         |
| 8 giugno 1975           | Milwaukee     | Stati Uniti | Milwaukee County Stadium                 | Eagles Rufus The Gap Band                                         |
| 9 giugno 1975           | Saint Paul    | Stati Uniti | St. Paul Civic Center                    | N.D.                                                              |
| 11 giugno 1975          | Boston        | Stati Uniti | Boston Garden                            | N.D.                                                              |
| 12 giugno 1975          | Boston        | Stati Uniti | Boston Garden                            | N.D.                                                              |
| 14 giugno 1975          | Cleveland     | Stati Uniti | World Series of Rock – Cleveland Stadium | Tower of Power The J. Geils Band Joe Vitale's Madmen              |
| 15 giugno 1975          | Buffalo       | Stati Uniti | Buffalo Memorial Auditorium              | N.D.                                                              |
| 17 giugno 1975          | Toronto       | Canada      | Maple Leaf Gardens                       | N.D.                                                              |
| 18 giugno 1975          | Toronto       | Canada      | Maple Leaf Gardens                       | N.D.                                                              |
| 22 giugno 1975          | New York City | Stati Uniti | Madison Square Garden                    | Eagles Rufus The Gap Band                                         |
| 23 giugno 1975          | New York City | Stati Uniti | Madison Square Garden                    | Eagles Rufus The Gap Band                                         |
| 24 giugno 1975          | New York City | Stati Uniti | Madison Square Garden                    | Eagles Rufus The Gap Band                                         |
| 25 giugno 1975          | New York City | Stati Uniti | Madison Square Garden                    | Eagles Rufus The Gap Band                                         |
| 26 giugno 1975          | New York City | Stati Uniti | Madison Square Garden                    | Eagles Rufus The Gap Band                                         |
| 27 giugno 1975          | New York City | Stati Uniti | Madison Square Garden                    | Eagles Rufus The Gap Band                                         |
| 29 giugno 1975          | Filadelfia    | Stati Uniti | The Spectrum                             | N.D.                                                              |
| 30 giugno 1975          | Filadelfia    | Stati Uniti | The Spectrum                             | Eagles The Commodores                                             |
| 1º luglio 1975          | Landover      | Stati Uniti | Capital Centre                           | Eagles Rufus The Gap Band                                         |
| 2 luglio 1975           | Landover      | Stati Uniti | Capital Centre                           | Eagles Rufus The Gap Band                                         |
| 4 luglio 1975           | Memphis       | Stati Uniti | Memphis Memorial Stadium                 | The J. Geils Band The Charlie Daniels Band The Meters Furry Lewis |
| 6 luglio 1975           | Dallas        | Stati Uniti | Cotton Bowl                              | Eagles Montrose Trapeze                                           |
| 9 luglio 1975           | Inglewood     | Stati Uniti | The Forum                                | Eagles Rufus The Gap Band                                         |
| 10 luglio 1975          | Inglewood     | Stati Uniti | The Forum                                | Eagles Rufus The Gap Band                                         |
| 11 luglio 1975          | Inglewood     | Stati Uniti | The Forum                                | Eagles Rufus The Gap Band                                         |
| 12 luglio 1975          | Inglewood     | Stati Uniti | The Forum                                | Eagles Rufus The Gap Band                                         |
| 13 luglio 1975          | Inglewood     | Stati Uniti | The Forum                                | Eagles Rufus The Gap Band                                         |
| 15 luglio 1975          | Daly City     | Stati Uniti | Cow Palace                               | The Meters                                                        |
| 16 luglio 1975          | Daly City     | Stati Uniti | Cow Palace                               | The Meters                                                        |
| 18 luglio 1975          | Seattle       | Stati Uniti | Seattle Center Coliseum                  | N.D.                                                              |
| 20 luglio 1975          | Fort Collins  | Stati Uniti | Hughes Stadium                           | N.D.                                                              |
| 22 luglio 1975          | Chicago       | Stati Uniti | Chicago Stadium                          | The Crusaders                                                     |
| 23 luglio 1975          | Chicago       | Stati Uniti | Chicago Stadium                          | Electric Light Orchestra                                          |
| 24 luglio 1975          | Chicago       | Stati Uniti | Chicago Stadium                          | Electric Light Orchestra                                          |
| 26 luglio 1975          | Bloomington   | Stati Uniti | Assembly Hall                            | The Crusaders                                                     |
| 27 luglio 1975          | Detroit       | Stati Uniti | Cobo Arena                               | N.D.                                                              |
| 28 luglio 1975          | Detroit       | Stati Uniti | Cobo Arena                               | N.D.                                                              |
| 30 luglio 1975          | Atlanta       | Stati Uniti | Omni Coliseum                            | The Meters                                                        |
| 31 luglio 1975          | Greensboro    | Stati Uniti | Greensboro Memorial Coliseum             | The Meters                                                        |
| 2 agosto 1975           | Jacksonville  | Stati Uniti | Gator Bowl Stadium                       | Eagles Rufus Atlanta Rhythm Section The J. Geils Band Outlaws     |
| 4 agosto 1975           | Louisville    | Stati Uniti | Freedom Hall                             | Outlaws                                                           |
| 6 agosto 1975           | Hampton       | Stati Uniti | Hampton Coliseum                         | N.D.                                                              |
| 8 agosto 1975           | Orchard Park  | Stati Uniti | Rich Stadium                             | Rufus The Gap Band Outlaws                                        |